# 特迪一元店
特迪一元店（德語：TEDi，意即“最高欧元折扣（Top Euro Discount）”）是一家德国廉价商店及多样化商店，在德国、奥地利、斯洛文尼亚、斯洛伐克、荷兰和西班牙等地设有约1500个卖场。其产品范围包括日用品和消费品，如家居用品、玩具和文具。TEDi由滕格尔曼集团创立，其初衷是在德国提供“一美元店”的概念。在欧元于2002年推出后，欧元被用作基本单位。其商品售价大多为1欧元或其倍数。该公司是作为滕格尔曼纺织品子公司KiK的分支机构成立，并由廉价商店专家米夏埃尔·斯皮思构建。